# Matilde Blanco Sadun
Matilde Sara Blanco Granados, coneguda artísticament com a Matilde Blanco-Sadun o Sara Blanco-Sadun (Posadas, Còrdova, 22 de maig de 1887 - Milà, Itàlia, 10 d'abril de 1962) fou una mezzosoprano i contralt operística espanyola, establerta a Itàlia a partir del 1910.

## Biografia
Fou filla de José Blanco i Antonia Granados i neboda del tenor cordovès Francisco Granados. Fou, doncs, cosina germana de la professora i editora Margherita “Juana” Granados Cellanova (1901-1978), filla del tenor, nascuda a Pavia de mare italiana, Berenice Cellanova. Matilde estudià cant, rebent classes al Conservatori de Música i Declamació de Madrid del baríton Napoleone Verger. L'estiu de 1906 va formar part d'un quartet de cantants organitzat pel professor Verger, qui havia estat també professor del tenor Francisco Granados.
Va ser contractada com a comprimària per a la temporada d'hivern 1905-1906 del Teatre Eldorado de Barcelona. El 14 d'octubre es va inaugurar la temporada en aquest teatre. Un any més tard va ser contractada per l'empresari del Gran Teatre del Liceu de Barcelona, Alfredo Volpini, per a la temporada 1906-1907, debutant el novembre de 1906 en Maria di Rohan de Gaetano Donizetti, amb el paper protagonista de Mattia Battistini i de la soprano Emilia Corsi. L'abril de 1907 va participar en La favorita de Donizetti al Teatre Novedades de Barcelona. Mesos més tard fou contractada per la temporada del Teatre Pizarro de València, rebent el seu benefici el 16 de juliol interpretant l'òpera Carmen de Georges Bizet. De València va marxar la companyia a Almeria, al Teatre Varietats. L'octubre van actuar a Granada, representant Gli Ugonotti de Giacomo Meyerbeer. El desembre va arribar a Maó, on va representar el paper d'Amneris d'Aida de Giuseppe Verdi al Teatre Principal. A la ciutat menorquina va romandre fins a mitjans del mes de març de 1908, marxant després a Barcelona, on actuà al Teatre Tívoli a final de mes en la representació de Lohengrin de Richard Wagner. La temporada del Tívoli continuà amb Aida i Carmen, aquesta en el dia del seu benefici el 3 d'abril de 1908. A finals d'abril arribava a Sevilla, on, al Teatre San Fernando, va representar Aida. A partir d'aquest punt hi ha un buit de notícies sobre Matilde, potser desplaçada per estudis a Itàlia, on coneixeria al seu futur marit, Icilio Sadun.
El 2 d'agost de 1910 salpava Matilde de Barcelona a bord del vapor Tomaso di Savoia rumb a Buenos Aires, amb la companyia d'òpera de Joan Goula. Formaven part de la companyia alguns dels millors cantants catalans del moment, com ara Isabel Grassot (esposa de Joan Goula), Conxita Supervia i Francesc Viñas. Al poc d'arribar -segons algunes fonts el 10 d'agost, però en aquella data el vaixell no devia haver arribat encara a port- Matilde va contraure matrimoni a Buenos Aires amb el compositor, director d'orquestra i pianista italià, nascut a Viareggio d'ascendència jueva, Icilio Sadun (1872-1947), el cognom del qual ella afegí al seu, seguint el model habitual de les cantants italianes. Van ser pares de dos fills: Fernando (1911-1985) i Chicca (Francesca) (*-1943).
Després d'haver estat mare, Matilde tornà al Gran Teatre del Liceu per a la temporada 1912-1913, participant en Rigoletto de Verdi a partir del desembre de 1912, cantant el paper de Maddalena malgrat no formar part de la companyia d'òpera contractada. La representació del 10 de gener de 1913 la va compartir amb Titta Ruffo com a Rigoletto, Manfredi Polverosi -que debutava al Liceu- com a Duc de Màntua i Mercè Llopart com a Gilda. La Llopart havia debutat feia algunes setmanes al Liceu, en aquest paper de Gilda.
El març de 1917 Matilde es trobava a la seva població natal, Posadas, on va oferir concerts al Casino del Progrès i al Centre Reial Filharmònic. Segons la crònica del Diari de Còrdova, marxava després a Barcelona, per a cantar al Gran Teatre del Liceu, però el cert és que no hi va cantar al teatre de La Rambla barcelonina aquell any. L'estiu de 1917 va participar en la temporada del Teatro Colón de Buenos Aires, cantant el paper d'Amneris d'Aida sota la direcció de Gino Marinuzzi.
Va cantar al Teatre Costanzi de Roma diverses òperes en la temporada 1917-1918: La Gioconda d'Amilcare Ponchielli a partir del 29 de desembre de 1917, en el paper de Laura; Falstaff de Verdi a partir del 22 de gener de 1918, en el paper de Quickly; i Mefistofele d'Arrigo Boito a partir del del 12 de febrer, en el paper de Pantalis.
L'estiu de 1918 interpretà el paper de Maddalena de l'òpera Rigoletto de Verdi al Teatre Colón de Buenos Aires, al costat de Luigi Montesanto, Ángeles Ottein i Gaudio Mansueto. Durant aquella temporada a Buenos Aires va cantar també les òperes de Verdi Falstaff i Aida, al costat de Giacomo Rimini, Paul Franz, Mariano Stabile, Rosa Raisa, Ninon Vallin i Charles Hackett. A més, va intervenir en Samson et Dalila de Camile Saint-Saëns, Carmen, Louise de Gustave Charpentier, Hérodiade de Jules Massenet, Un ballo in maschera de Verdi i l'estrena mundial de Jacquerie de Gino Marinuzzi, sota la direcció del compositor. Acabada la temporada a Buenos Aires, la companyia va marxar a Rio de Janeiro, a la temporada del Teatre Municipal. El 25 de setembre Matilde participà en Falstaff i dies més tard en Un ballo in maschera. La següent òpera que hi va representar va ser Louise, en la seva estrena a Rio de Janeiro. També hi cantà Hérodiade, a primers d'octubre.
L'hivern següent va tornar al Costanzi de Roma, per a la temporada 1918-1919, interpretant Suor Angelica i Il tabarro de Giacomo Puccini en sessió doble a partir de l'11 de gener de 1919, en els papers de la Zia Principessa (en la primera de les òperes) i la Frugola (en la segona). Aquestes representacions, dirigides per Gino Marinuzzi, foren molt importants per a Puccini, car es tractava de la primera d'Il trittico (les dues òperes indicades més Gianni Schicchi) a Itàlia. La representació va comptar amb l'assistència del compositor. Continuà en aquell teatre amb Carmen, en el paper protagonista, a partir del 15 de gener i més tard el paper d'Amneris d'Aida de Verdi, a partir del 18 de març.
El 15 de juliol de 1919 va participar en l'estrena del Teatro Colón de Buenos Aires de l'òpera Lucrezia Borgia de Donizetti, ja estrenada a la ciutat però no en aquest teatre. L'elenc va estar format, entre d'altres, per Ester Mazzoleni (Lucrezia Borgia), Beniamino Gigli (Gennaro), Angelo Masini Pieralli (Don Alfonso, Duc de Ferrara) i Matilde Blanco.Sadun (Maffio Orsini), sota la direcció d'Arturo Vigna. També participà en aquella temporada en Suor Angelica, en l'estrena a l'Argentina d'Il trittico, sota la direcció del gran director italià Tullio Serafin, La Gioconda i Aida. El 23 d'agost de 1919 Matilde participà al mateix teatre en l'estrena absoluta d'una òpera: Gli Eroi de l'argentí Arturo Berutti. L'obra va comptar amb uns cantants de primera línia, com ara Domenico Viglione-Borghese, Ester Mazzoleni i Maria Labia, sota la direcció de Tullio Serafin. De Buenos Aires van marxar a Montevideo, seguint la gira habitual, on Matilde va interpretar, al Teatre Solís les òperes Aida i Lucrezia Borgia.
El febrer de 1920 va interpretar el paper principal de Carmen al Teatro Dal Verme de Milà. Mesos més tard, entre desembre de 1920 i febrer de 1921, i més tard el maig de 1921, interpretà Carmen de nou al Costanzi de Roma, compartint elenc amb el tenor espanyol Miguel Fleta en les representacions del mes de maig. El 20 de juliol de 1921 va participar en la representació de Samson et Dalila (en italià, Sansone e Dalila) de Saint-Saëns al Teatro all'Arena de Verona, amb Andrea Toscani com a Samson. Al llarg dels tres primers mesos de 1922 va repetir el paper de la Zia Principessa de Suor Angelica en aquest teatre. El 8 d'abril de 1922 va cantar el paper de Circe en l'estrena de l'òpera Glauco d'Alberto Franchetti al Teatro San Carlo de Nàpols, al costat d'Ettore Bergamaschi, Hina Spani, Giovanni Baratto i Luella Paikin. El febrer de 1923 cantava Aida al Teatro San Carlo de Nàpols, a més de Falstaff el 9 de febrer de 1923 al Teatro Regio de Parma, en una representació que commemorava el 30è aniversari de l'estrena de l'òpera. Amb ella, van participar en aquesta efemèride el baríton Mariano Stabile i la soprano Linda Cannetti (1878-1960), entre d'altres. El 26 de desembre de 1923 va participar en la inauguració de la temporada del Teatro Regio de Torí, cantant Falstaff de Verdi, acompanyada del baríton Mariano Stabile i de Mercè Llopart.
El febrer de 1924 tornava a cantar Carmen, també al Teatro San Carlo de Nàpols. L'u d'agost de 1924 va arribar a Buenos Aires, a bord del Tomaso di Savoia, per a la temporada sud-americana. Va cantar Carmen i Aida al Teatre Municipal de Santiago de Xile, compartint escenari de nou amb Miguel Fleta en la primera de les òperes. Aquesta mateixa obra la va interpretar uns mesos després al teatre La Scala de Milà. Pocs mesos abans, el juliol de 1924, Icilio Sadun s'havia establert als EUA, després de demanar la nacionalitat estatunidenca. Matilde va participar al Teatre Municipal de Santiago de Xile en altres òperes aquella temporada: Samson et Dalia, La favorita, amb Roberto d'Alessio i Falstaff. De tornada d'Amèrica del Sud va marxar a Bolonya, on, al Teatro Comunale, hi cantà a partir del 6 de novembre l'òpera Falstaff sota la direcció de Mario Terni.
Els mesos de març i abril de 1925 tornà al Costanzi de Roma, ara amb una nova òpera al seu repertori: I cavalieri di Ekebù de Riccardo Zandonai, en el paper de la Comandant, una obra que s'havia estrenat a La Scala de Milà el 3 de març d'aquell any i amb Elvira Casazza en el paper de la Comandant. L'agost d'aquell any va cantar Carmen a Sant Sebastià amb Miguel Fleta, i poc després li tocava el torn al Teatre Linares Rivas de La Corunya, amb la premsa referint-se a ella com a la sevillana Sara Blanco-Sadun. A partir d'aquest punt sembla haver decidit aturar la seva carrera o almenys la seva presència en gires internacionals. No obstant, el febrer de 1927 va representar Falstaff al Teatro Argentina de Roma, amb Mariano Stabile, Luigi Borgonovo, Eliseo de Paolis, Carmen Melis, Laura Pasini i Carmen Fornari; el juny de 1928 va participar en la representació de Don Quichotte de Jules Massenet que va tenir lloc al Teatro Bellini de Catània; l'11 d'abril de 1929 va participar, amb Falstaff, a la inauguració de la temporada del Teatro Grande de Brescia; i el juny de 1929 va participar en una Carmen representada al Teatro Nazionale de Milà, amb Giuseppe Redaelli com a Don José.
Sorprenentment, va tornar als escenaris del Costanzi de Roma per a fer les tres representacions de Falstaff de Verdi en la temporada 1944-1945, quan la Segona Guerra Mundial havia ja acabat per a la capital italiana. Aquestes representacions van tenir lloc els dies 26 i 28 de gener i 1 de febrer de 1945.
Matilde Blanco va morir a la Casa per a Músics Jubilats "Giuseppe Verdi" de Milà, on feia anys que residia.